# Réacteur C1W

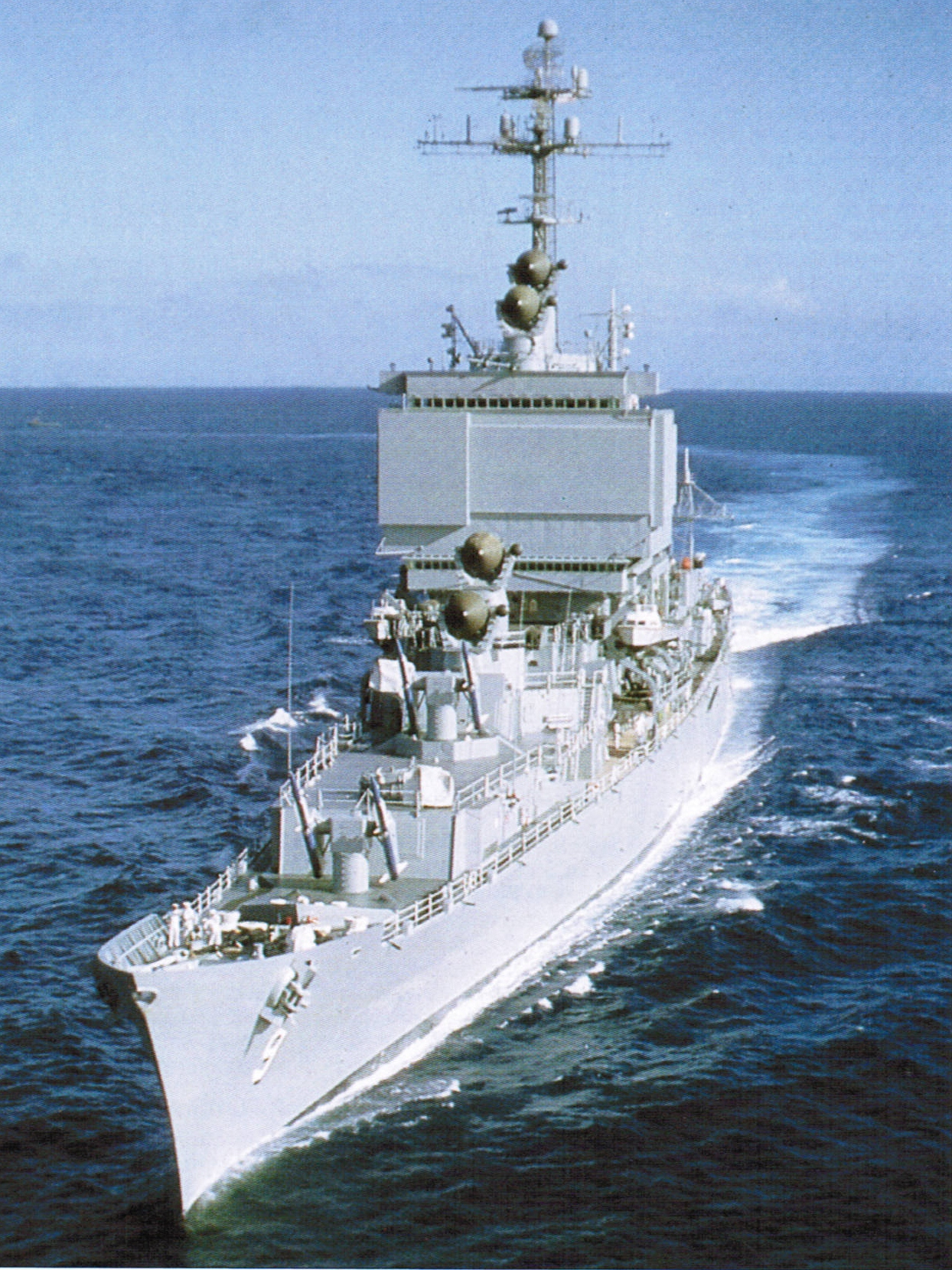
L'USS Long Beach, unique croiseur dont la propulsion est assurée par deux réacteurs C1W

Le C1W Reactor est un réacteur nucléaire conçu par Westinghouse Electric et utilisé par l’United States Navy pour fournir de l’électricité ainsi que la propulsion de ses navires. Il s’agit d’un réacteur à eau pressurisée.
L’acronyme C1W signifie :
- C = Croiseur (Cruiser)
- 1 = numéro de la génération pour le fabricant
- W = Westinghouse Electric pour le nom du fabricant

Ce type de réacteur fut utilisé uniquement à raison de deux exemplaires pour le croiseur lance-missiles USS Long Beach (CGN-9), le premier croiseur mondial à propulsion nucléaire. Le C1W fut le seul type de réacteur destiné à un croiseur.
Un C1W développe 40 000 SHP de puissance, soit un peu moins de 30 millions de watts. Le compartiment réacteur mesure quant à lui 38 pieds de long (soit environ 11,5 mètres), 42 pieds de profondeur (soit environ 12,8 mètres), 37 de large (soit environ 11,3 mètres) et pèse 2 250 tonnes.
L’USS Long Beach entra en service le 9 septembre 1961 et retiré le 1er mai 1995.